# Tony Trujillo
Tony Trujillo (Santa Rosa, Califórnia, 23 de agosto de 1982) é um skatista americano. Ele é conhecido por sua atitude anticorporativa e amor por música Heavy metal, bem como o seu estilo agressivo de patinagem. 
Trujillo cresceu em uma fazenda com 100 hectares (1 km²) de terra e começou a "andar" aos 7 anos de idade. Um vizinho tinha rampas em seu celeiro e muitas vezes convidado para Tony lá. Trujillo começou a competir em competições de skate quando tinha 12 anos na Califórnia Skate Amador da Liga, vencendo um campeonato com 12 anos de idade e boa colocação em muitos outros. Na idade de 14 anos, Trujillo obteve o seu primeiro patrocinador, Anti-herói, transformando-os em profissional aos 16 anos. Pela Vans, Trujillo deu sua própria assinatura em uma linha de sapatos que ocasionou em dois comerciais dirigido por Stacy Peralta para anunciar o sapato.
Em 7 de dezembro de 2002, Thrasher Magazine anunciou que Tony tinha sido votado a sua anual Skateboarder décimo terceiro do ano.
Em 3 de agosto de 2008, Trujillo ganhou o bronze no X Games 14 no skate Superpark. 

## Patrocinadores
- Vans
- Independent Trucks
- Rodas Spitfire
- Boost Mobile
- Anti-Hero
- Fourstar